# 16954 Annikamorgan
16954 Annikamorgan este o planetă minoră (asteroid), cu un diametru de 5,267 km, din centura de asteroizi. A fost descoperită pe 22 mai 1998 la Experimental Test Site⁠(d) de Lincoln Near-Earth Asteroid Research. 
Obiectul prezintă o orbită caracterizată de o semiaxă mare de 2,6346203 UAi, o excentricitate de 0,2, o înclinație de 13,74249 ° în raport cu ecliptica.